# The Rolling Stones
Ролингстонси или Ролинг Стоунс, такође популарно звани и Стонси (енгл. The Rolling Stones; rolling stone - у буквалном преводу „котрљајуће камење") су енглеска рок група. Бенд је настао 1962. године у Лондону, а остао је активан све до данас. Као и већина раних британских рок група, они су били под утицајем других британских и америчких музичких праваца, посебно електричног блуза и раног рокенрола. Бубњар Чарли Вотс је такође био под утицајем америчког џеза. Половином шездесетих, Ролингстонси су спојили ове утицаје у себи својствен гитарски звук који је афирмисан као прототип блуз рока. По популарности одмах иза Битлса, Стонси су имали имиџ побуњеника и „лоших момака“, који им је помогао у преображају од енергичне и модерне блуз групе до једног од највећих и најутицајнијих рок група на свету. До краја шездесетих, Ролингстонси су издали велики број плоча, од којих је свака показивала брзину музичког развоја. До данас је продато 200 милиона копија њихових плоча. Њихова музика се никад није далеко удаљила од блуза, а од 1969. су се тријумфално вратили хард року заснованом на блузу, кренувши на америчку турнеју на којој су означени као ”највећи рокенрол бенд на свету”. Њихове песме (I Can't Get No) Satisfaction, Jumpin' Jack Flash и Brown Sugar сматрају се својеврсним химнама рокенрола.

## Историја

### 1962—1971.
Име Ролингстонси група је први пут користила 12. јула 1962. на свирци у Марки клубу заменивши Блуз Инкорпорејтед.
На почетку каријере су свирали обраде блуз, ритам и блуз, кантри и рокенрол песама. Њихови први снимци су били обраде Чака Берија, Боа Дидлија, Вриштећег Џеја Хокинса, Мадија Вотерса и Ларија Вилијамса. Оснивачи Мик Џегер и Кит Ричардс су означени као један од најбољих текстописачких тимова у историји рока. Ролингстонси су најдуготрајнија музичка група у историји поп културе.
Бенд је настао 1962. када су бивши школски другови Мик Џегер и Кит Ричардс упознали Брајана Џоунса, који је дао име групи по стиху из песме Мадија Вотерса („a rolling stone gathers no moss“ - на камену који се котрља нема маховине). Првобитну поставу су чинили: Мик Џегер (вокал), Брајан Џоунс (гитара, усна хармоника), Кит Ричардс (гитара), Ијан Стјуарт (клавијатуре), Мик Ејвори (бубњеви) и Дик Тејлор (бас). Тејлор је напустио групу убрзо пошто се вратио уметничкој школи, а касније је формирао групу Прити Тингс. Њега је заменио Бил Вајман. Мик Ејвори је напустио бенд да би годину дана касније формирао такође познати британски бенд Кинкс. Стјуарт, на захтев менаџера Ендруа Олдмана, из маркетиншких разлога, није признат за пуноправног члана, али је све до своје смрти 1985. године често свирао са Стонсима, као члан пратеће поставе, и популарно је називан „шестим Стонсом“. Још један рани члан је био бубњар Карло Литл, који је био у Сирил Дејвис Олстар бенду. Окупљена око заједничких интересовања за блуз музику, група је интензивно вежбала, у почетку свирајући у Марки клубу у Лондону, у којем је сталне гаже имао бенд Сирила Дејвиса. Стонси су се ускоро усталили у Краудеди клубу у Ричмонду и почели су да фигурирају као главни лондонски бенд па су чак и Битлси присуствовали једној њиховој свирци. У почетку, Брајан Џоунс је био креативни вођа бенда, упркос томе што је Мик Џегер био у центру пажње током наступа. Група је брзо стекла репутацију због својих дивљих и енергичних обрада ритам и блуз песама својих идола што је омогућило њиховом новом менаџеру Ендруу Олдаму да потпише уговор за Дека Рекордс.
Први званични сингл Ролингстонса била је обраде песме Чака Берија Come On.
Избор материјала за њихов први албум The Rolling Stones је одражавао енергију њихових живих свирки. Такође, албум England's Newest Hitmakers је садржавао верзије класика као што су Route 66 (првобитно изводио Нет Кинг Кол), Mona (Бо Дидли) и Carol (Чак Бери). Ове песме су помогле промовисању ритма и блуза међу младим Британцима а такође су потпомогле Британски инвазију Америке. Још је важније да су Стонси, за разлику од Битлса, уредних момака одевених по последњој моди и са чудним фризурама, гајили сасвим супротан имиџ: били су неуредни и у свакодневној одећи што је изазвало праву помаму тинејџерки за њима. Следећи албум The Rolling Stones #2 такође се састојао углавном од обрада, мада је сада имао пар песама које су написали Џегер и Ричардс, које је њихов менаџер закључао у собу, одбивши да их пусти док не напишу нешто што могу издати. Олдам је форсирао честе наступе по Европи и Америци, где је бенд наступао пред мноштвом узбуђених тинејџера у сценама које су подсећале на оне са врхунца Битлманије. Слободно време на турнејама користили су за обиласке важних места из историји музике која су их инспирисала за албум Twelve By Five у студију Чис Рекордс у Чикагу.
Дана 30. јуна 1965. Стонси објављују албум Out of Our Heads. Он је укључивао песму I can't get no satisfaction. Кит Ричардс је наводно написао чувени уводни риф у сну. Он је снимио рифове на магнетофон и заспао. Када се Кит пробудио, умало је обрисао траку, али је одлучио да је одслуша опет. Рекао је да је било ”два минута Satisfaction и 40 секунди како хрчем”.
Ове ране успешне године су престављале редак период стабилности у односима чланова групе. Џегер, Ричардс и Џоунс су делили мали стан у Лондону већи део 1963. заједно са пријатељем, осуђеником и каснијим биографом Џејмсом Фелџом. Њих тројица су постали толико привржени Фелџу да су користили његово име као део Нанкер/Фелџ псеудонима да означе ране композиције бенда. Две године касније, Брајан Џоунс је почео да се виђа са Анитом Паленберг, глумицом и моделом која их је увела у своје друштво - групу младих уметника, музичара и режисера. Уз подршку вештог бизнисмена Олдама Џегер и Ричардс постали су профилисани текстописци тако да се на албуму из 1965. Out of Our Heads нашло много више оригиналног материјала, укључујући и класик (I Can't Get No) Satisfaction.
Интересантно је поменути: у Сједињеним Државама, Ролингстонсима је требало много више времена да буду прихваћени него њиховим британским супарницима Битлсима и осталима. Њихов први велики хит је дошао 1964. са Time Is on My Side, али је тек Satisfaction у лето 1965. био хит који је група тражила.
То је такође период када је Том Вулф закључио да ”Битлси желе да вас држе за руку, али Стонси желе да спале ваш град”. Њихов све израженији таленат за писање песама променио је односе у бенду и Џегер и Ричардс почели су да се намећу као вође групе. Џоунс, свестан свог смањеног утицаја, повлачи се у зависност од дроге, отуђивши се и од Ричардса и Аните Паленберг, који су започели везу која ће трајати више од десет година. Током овог периода, изгледало је да бенд уважава и поштује Анитине сугестије у вези њихове музике, посебно за сингл Paint it Black и шокантни (за 1966) сексуално двосмислен спот за Have You Seen Your Mother Baby (Standing in the Shadows)? Уз главне текстописце који су наставили да пишу добре текстове, Aftermath (1966) показује даљи напредак групе, и у потпуности се састојао од композиција Џегера и Ричардса, укључујући и Mother's Little Helper о злоупотреби дроге и женомрзачки Under My Thumb, пошто су на Between the Buttons били под утицајем многих својим савременика, укључујући Ху и Кинкс.
Године 1967, Џегер и Ричардс су ухапшени и оптужени су за поседовање дроге након полицијске рације на Ричардсовом имању у Сасексу, при чему су полицијски извори тврдили да је Џегерова тадашња девојка Маријана Фејтфул нађена гола умотана у крзнени ћилим. Џегер и Ричардс су пуштени уз кауцију и накратко ослобођени захваљујући притиску обожавалаца. Џегер се појавио у емисији BBC World in Action, дискутујући са представницима британских власти о моралу модерног друштва. Група је затим снимила сингл We Love You, као званичну захвалу верним обожаваоцима, упркос томе што је тај сингл схваћен као напад на њихове прогонитеље (таблоид News Of The World, полицију и судство). Снимак је садржао звуке корака и затварања врата ћелије за које се причало да су узети из тајног снимка из затвора где је Ричардс задржан током ноћи. Затим је почео рад на новом психоделичном албуму, који је Џегер замислио као одговор на албум Битлса Sgt.Pepper's Lonely Hearts Club Band. Плоча, која ће на крају бити објављена под насловом Their Satanic Majesties Request, снимљена је у тешким околностима док су чланови живели под претњом затворске казне. Критичари нису били баш благонаклони према албуму сматрајући да песме и аранжмани нису одражавали природан стил групе иако је Џоунсово експериментисање са разним инструментима било импресивно. Упркос Џегеровом каснијој изјави да је плоча потпун промашај, не може се занемарити чињеница да су Џегер и Ричардс у неколико песама показали видљив напредак и у текстописачком и у композиторском аспекту, а посебно је то видљиво у песми 2000 Light Years From Homeкоја се све чешће изводи на новијим концертима. У самој групи Џегер и Ричардс су скоро у потпуности преузели текстописачке задатке од Брајана Џоунса.
Након неуспеха Their Satanic Majesties Request, и након што су се односи између Џоунса и Ричардса знатно погоршали, албум из 1968. Beggars Banquet виђен је као повратак групе својим коренима. Упркос напетости и уз помоћ будућег продуцента Џимија Милера, Џегер и Ричардс су компоновали неке од својих најбољих песама као што су Street Fighting Man и Sympathy for the Devil, а Стонси су ушли у фазу којој ће бити обележени као „највећи рокенрол бенд на свету“. Саме песме су имале чврсто упориште у блузу, али са видљивим утицајем промена које су се догодиле у музици шездесетих и асимилирајућег утицаја Боба Дилана, Крима и Џимија Хендрикса. Насупрот свом претходнику, албум показује јасно одбацивање хипијевских идеала о „слободној љубави“. Још два догађаја су допринела промени звука Стонса. Прво, Кит Ричардс је интензивно свирао са Рајом Кудером и преузео је његов начин подешавање гитаре, касније признавши да је „узео од Раја Кудера све што је могао да добије“. Друго, Џегер и Ричардс су се спријатељили са Грејамом Парсонсом, који им је представио кантри музику.
Услед повећане конзумације дрога, Брајан Џоунс је постајао све непоузданији. Злосрећни Рокенрол циркус Ролингстонса је био један од његових последњих пројеката са бендом и све је више својевољно одсуствовао са снимања или на њих уопште и није био позиван. Са смањеним доприносом у Beggars Banquet и минималним у Let It Bleed, Џоунс је био приморан да напусти бенд након касновечерње посете Џегера, Ричардса и Вотса његовом дому на селу 8. јула 1969, да би био замењен, Миком Тејлором, младим, џезом надахнутим гитаристом који је дошао из Блузбрејкерса Џона Мајала и који је био представљен медијима неколико дана касније.
Џоунс се повукао у свој дом у Кенту, у кућу чији је претходни власник био писац Винија Пуа А. А. Милн, пијући у локалном бару и планирајући свој повратак са блуз групом. Ипак, нешто више од месец дана након након што су Стонси одржали бесплатан концерт у Хајд Парку у Лондону, Џоунс је нађен мртав на дну свог базена, окружен статуама Кристофера Робина и Винија Пуа. Иако је његова смрт заведена као несрећни случај, узрок дављења до данас остаје непознаница. Френк Торогод, у то време радник на Џоунсовом имању, тврдио је да је то било убиство, чиме су се узроци и мотиви Џоунсове смрти још више замаглили. Ова теорија је даље разрађена у филму Stoned Стивена Вулија из 2005. године.

### 1972—1981.
Док су се Ричардсови проблеми са дрогом погоршавали, Мик Џегер је почео да се креће у вишим друштвеним круговима. Оженио са никарагванском манекенком Бјанком Перез-Мора Масијас и Џегеров живот на високој нози још је више продубио јаз између њега и Ричардса. Под притиском британске пореске службе због неколико година неплаћања пореза, њихов скоро именовани рачуновођа Принс Руперт Ловенстајн, Џегеров пријатељ из високог друштва и потомак породице Ротшилд, саветовао им је да се преселе да би избегле банкротство због високих пореза на имовину за време лабуристичке владе Харолда Вилсона. На крају, одлучивши да напусте Британију и оду у јужну Француску, чланови бенда су се са различитим успехом прилагодили новом начину живота. Бил Вајман је уживао у својој новој планинској кући и спријатељио се са француским сликарем Клодом Шагалом. Са друге стране, Ричардс је упорно одбијао да се пресели, оставши у својој лондонској кући до последњег тренутка.

## Чланови бенда
| Садашњи чланови - Мик Џегер — главни вокал, повремено гитара или усна хармоника (1962—данас) - Кит Ричардс — гитара, повремено вокал (1962—данас) - Рони Вуд — гитара (1975—данас) Пратећа постава - Боби Киз — саксофон (1970—1973, 1981—2014) - Чак Левел — клавијатуре (1982—данас) - Дарил Џоунс — бас-гитара (1993—данас) - Лиза Фишер — пратећи вокали (1989—данас) - Бернард Фаулер — пратећи вокали (1989—данас) | Бивши чланови - Брајан Џоунс — гитара (1962—1969) - Ијан Стјуарт — клавијатуре (1962—1985; члан пратеће поставе) - Бил Вајман — бас-гитара (1962—1993) - Мик Тејлор — гитара (1969—1974) - Чарли Вотс — бубњеви (1963—2021) |

- Мик Џегер
- Кит Ричардс
- Чарли Вотс
- Рони Вуд

## Дискографија
Досадашња дискографија Ролингстонса обухвата 120 синглова, 30 студијских албума, 23 албума уживо, 25 компилација, 6 бокс сетова, 3 ЕП издања, 32 видео-албума, 64 музичка спота, те 7 бутлегова.
Студијски албуми
- The Rolling Stones(УК, 1964)
- England's Newest Hit Makers (САД, 1964)
- 12 X 5 (САД, 1964)
- The Rolling Stones No. 2 (УК, 1965)
- The Rolling Stones, Now! (САД, 1965)
- Out of Our Heads (САД, 1965)
- Out of Our Heads (УК, 1965)
- December’s Children (And Everybody’s) (САД, 1965)
- Aftermath (УК, 1966)
- Aftermath (САД, 1966)
- Between the Buttons (УК, 1967)
- Between the Buttons (САД, 1967)
- Their Satanic Majesties Request (1967)
- Beggars Banquet (1968)
- Let It Bleed (1969)
- Sticky Fingers (1971)
- Exile on Main St. (1972)
- Goats Head Soup (1973)
- It’s Only Rock and Roll (1974)
- Black & Blue (1976)
- Some Girls (1978)
- Emotional Rescue (1980)
- Tattoo You (1981)
- Undercover (1983)
- Dirty Work (1986)
- Steel Wheels (1989)
- Voodoo Lounge (1994)
- Bridges to Babylon (1997)
- A Bigger Bang (2005)
- Blue & Lonesome (2016)
- Hackney Diamonds (2023)[1]

Албуми уживо
- (1966)
- (1970)
- (1977)
- ) 1981 (1982)
- (1991)
- (1995)
- (1996)
- (1998)
- (2004)
- (2008)
- ) 1973 (2011)
- (2011)
- ) 1981 (2012)
- ) 1975 (2012)
- 1981 (2012)
- (2012)
- (2012)
- (2012)
- (2013)
- (2015)
- (2015)
- (2016)
- (2016)

Компилације
- (САД, 1966)
- (УК, 1966)
- (1967)
- (УК, 1969)
- (САД, 1969)
- (1971)
- (1971)
- (1971)
- (1972)
- (1972)
- (1972)
- (1973)
- (1975)
- (1975)
- (1975)
- (1979)
- (1980)
- (1980)
- (1981)
- (1981)
- (1982)
- (1982)
- (1984)
- (1989)
- (1989)
- (1990)
- (1993)
- (2002)
- (САД, 2004)
- (2005)
- (2010)
- (2012)
- (2017)

Остали албуми
- (1982)
- (2010)
- (2015)

Бокс сетови
- (2004)
- (2004)
- (2005)
- (2010)
- (2011)
- (2016)

ЕП издања
- (1964)
- (1964)
- (1965)

Видео-албуми
- (1966)
- (1968)
- (1970)
- (1972)
- (1974)
- (1982)
- (1984)
- (1989)
- (1992)
- (1995)
- (1996)
- (1998)
- (2004)
- (2007)
- (2008)
- (2010)
- (2011)
- (2011)
- 1981 (2012)
- (2012)
- (2013)
- (2013)
- (2014)
- (2014)
- (2015)
- (2015)
- (2015)
- (2015)
- (2016)
- (2016)
- (2017)

Музички спотови
- (1966)
- (1967)
- (1967)
- (1967)
- (1967)
- (1967)
- (1967)
- (1968)
- (1968)
- (1971)
- (1972)
- (1972)
- (1973)
- (1973)
- (1973)
- (1973)
- (1974)
- (1974)
- (1974)
- (1976)
- (1976)
- (1976)
- (1976)
- (1978)
- (1978)
- (1978)
- (1980)
- (1980)
- (1980)
- (1980)
- (1981)
- (1981)
- (1981)
- (1981)
- (1982)
- (1982, уживо)
- (1982, уживо)
- (1983)
- (1984)
- (1984)
- (1986)
- (1986)
- (1989)
- (1989)
- (1990)
- (1991)
- (1991)
- (1994)
- (1994)
- (1994)
- (1995)
- (1995, уживо)
- (1997)
- (1998)
- (1998)
- (1998)
- (1999)
- (2002)
- (2005)
- (2005)
- (2005)
- (2010)
- (2010)
- (2011)
- (2012)
- (2012)
- (2015)
- (2015)
- (2015)
- (2016)
- (2016)
- (2020)
- (2020)